# Jupoata costalimai
Jupoata costalimai är en skalbaggsart som beskrevs av Dmytro Zajciw 1966. Jupoata costalimai ingår i släktet Jupoata och familjen långhorningar. Inga underarter finns listade i Catalogue of Life.